# Sportpalastrede

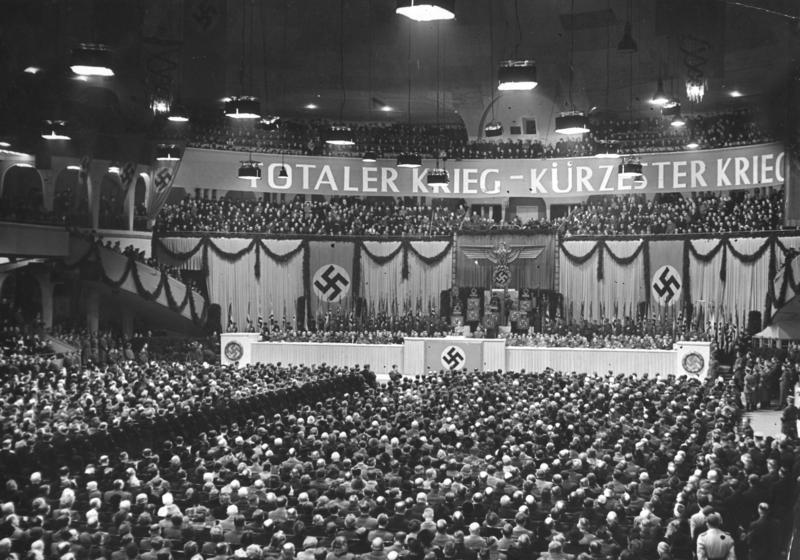
Großkundgebung mit Hakenkreuzfahnen und dem Transparent „TOTALER KRIEG – KÜRZESTER KRIEG“ am 18. Februar 1943 im Berliner Sportpalast

Als Sportpalastrede wird die Rede bezeichnet, in der der nationalsozialistische Reichspropagandaminister Joseph Goebbels am 18. Februar 1943 im Berliner Sportpalast zur Intensivierung des „totalen Krieges“ aufrief. Die knapp 108 Minuten dauernde Rede gilt als ein Paradebeispiel der Rhetorik und der NS-Propaganda.

## Kontext
Die Kriegsführung des Dritten Reiches hatte auf eine Blitzkriegstrategie gesetzt, also auf die schnelle Niederwerfung der Sowjetunion. Das Dritte Reich war kriegswirtschaftlich nicht auf einen längeren Krieg vorbereitet gewesen. Stalins Strategie hingegen war ein „Kampf der Maschinen“, ein Abnutzungskrieg, bei dem die größere Kriegswaffenproduktion den Sieg bringen sollte. Die Alliierten gewannen den Zweiten Weltkrieg letztlich durch eine gegenüber dem Deutschen Reich deutlich größere Waffenproduktion.
Anfang 1943 war die militärische Lage aus deutscher Sicht zunehmend schlecht, in Nordafrika waren die Achsenmächte in die Defensive geraten, und an der Ostfront hatte die 6. Armee in Stalingrad am 2. Februar kapituliert. Goebbels drängte auf eine Intensivierung der Kriegswirtschaft (des so genannten totalen Krieges) und schlug Hitler in einer Denkschrift vor, „Faulenzer und Parasiten“ wie die „Töchter der Plutokraten“ zur Arbeit in der Kriegswirtschaft zu zwingen und die Zivilwirtschaft durch Stilllegungsverfügungen zuvorderst für Luxusgaststätten, Modesalons und Läden zugunsten der Kriegswirtschaft zu verkleinern. Beeinflusst von der Dolchstoßlegende war Hitler jedoch der Ansicht, dass das deutsche Volk der Wehrmacht in den Rücken fallen könnte, wenn die Zivilgesellschaft in ihrem Konsum allzu sehr beschränkt würde.
Goebbels spekulierte auch darauf, als Manager des totalen Krieges zum zweiten Mann im NS-Staat aufzurücken. Er plante die Sportpalastrede zu dem Zweck, auf Hitler Druck auszuüben. Indem er das Volk auf radikale Maßnahmen vorbereitete, glaubte er, Hitler auf seine Linie festlegen zu können. Die Rede selbst war detailliert inszeniert, Goebbels hatte das Publikum auf treueste Parteianhänger hin handverlesen, Sprechchöre studierten Slogans ein, eine Hundertschaft wurde instruiert, wann und wie lange sie applaudieren sollte. Über die Lautsprecheranlage des Sportpalastes wurde später auch Applaus von Schallplatte eingespielt.

## Genesis
Die Rede soll Goebbels in seinem Landhaus, Waldhof am Bogensee geschrieben haben.
Gemäß Curt Riess’ früher Goebbels-Biografie von 1949 hat Goebbels die Rede komplett selbst entworfen, anders als seine sonstigen Reden, bei denen er von einem Entwurf seiner Assistenten ausging, und sie auch vor dem Spiegel einstudiert. Laut Riess habe Goebbels auf die Frage des Leiters der Rundfunkabteilung im Propagandaministerium, Hans Fritzsche, was er tun werde, wenn das Publikum nicht wunschgemäß reagiere, geantwortet, nach fast einer Stunde werde er die Zuhörer so weit haben, dass sie auf die Bäume kletterten, wenn er sie dazu aufforderte. Nach der Rede habe er seinen engsten Mitarbeitern heiser zugeflüstert, wenn er den Zuhörern befohlen hätte, aus dem Fenster zu springen, hätten sie das auch getan. Alle späteren ähnlichen Goebbels zugeschriebenen Zitate unmittelbar vor und nach der Rede gehen auf diese Angaben von Riess zurück. Wie Riess in der Einleitung seiner Biografie schreibt, war Fritzsche sein wichtigster Informant zu Goebbels’ Tätigkeit im Propagandaministerium; Riess führte während und nach Fritzsches Prozess in Nürnberg mehrere längere Interviews mit ihm.
Die Authentizität der Zitate ist 1977 bezweifelt worden; in Goebbels’ Tagebüchern findet sich nichts dergleichen. Rolf Hochhuth schrieb bereits 1977 dazu: „Längst habe ich aufgehört, das zu glauben. All seine Tagebücher strafen dieses Zitat nämlich Lügen.“

## Aufbau der Rede

### Heraufbeschwörung der bolschewistischen Gefahr
Die Rede begann mit einem Lob an das deutsche Volk, das stark sei und die Wahrheit vertrage, so dass es die schwere Lage kenne und bereit sei, diese Situation zu bessern. Darauf verschob Goebbels die Diskussion über Gründe dieser Krise in die Zukunft. Er erklärte nur, dass der bolschewistische Feind größer sei, als wegen seiner großangelegten Tarnungs- und Täuschungsmanöver angenommen werden konnte. 
Goebbels griff die in Stimmungsberichten des Sicherheitsdienstes zum Ausdruck gekommene Sorge der Bevölkerung vor dem unerschöpflichen Kriegspotential der Sowjetunion auf und versuchte zu verhindern, dass sie zu einem für das Regime gefährlichen Russlandbild wird. Er zeichnete dabei das Bild eines mit Mitteln der modernen Technik vorgetragenen neuen Mongolensturm, von einem „Ansturm der Steppe“ auf das Abendland. Goebbels erhob den Krieg zu einem Kampf gegen diese Bedrohung, die gegen die Nation und auch ganz Europa gehe, zu „unsere[r] geschichtliche[n] Mission“, die jedoch gigantisch sei. Zu diesem Zweck appellierte er an die Emotionen seiner Zuhörer:

„Das deutsche Volk hat hier seine heiligsten Güter, seine Familien, seine Frauen und seine Kinder, die Schönheit und Unberührtheit seiner Landschaft, seiner Städte und Dörfer, das zweitausendjährige Erbe seiner Kultur und alles, was uns das Leben lebenswert macht, zu verteidigen.“

Anschließend stellte er drei Hypothesen auf, die an die Weltöffentlichkeit gerichtet waren und eine von der Sowjetunion ausgehende Gefahr suggerierten:
1. „Wäre die deutsche Wehrmacht nicht in der Lage, die Gefahr aus dem Osten zu brechen, so wäre damit das Reich und in kurzer Folge ganz Europa dem Bolschewismus verfallen.“
2. „Die deutsche Wehrmacht und das deutsche Volk allein besitzen mit ihren Verbündeten die Kraft, eine grundlegende Rettung Europas aus dieser Bedrohung durchzuführen.“
3. „Gefahr ist im Verzuge. Es muss schnell und gründlich gehandelt werden, sonst ist es zu spät. […]“

### Adressierung der Anwesenden
Anschließend wandte sich Goebbels an die Gäste im Sportpalast, die er als Repräsentation der gesamten Nation ansprach. Goebbels nannte hier Invaliden von der Ostfront, Rüstungsarbeiter aus den Berliner Panzerwerken, Mitglieder der Partei, Wehrmachtssoldaten, Ärzte, Wissenschaftler, Künstler, Ingenieure, Architekten, Lehrer, Beamte und Angestellte, außerdem Frauen, junge und alte Menschen.
Nachdem Goebbels diese alle genannt hatte, stellte er die rhetorische Frage: „Was hier vor mir sitzt, ist ein Ausschnitt aus dem ganzen deutschen Volk an der Front und in der Heimat. Stimmt das?“ Daraufhin kam stürmische Zustimmung. Nachdem sich der Saal wieder beruhigte, sagte Goebbels weiter: „Allerdings, Juden sind hier nicht vertreten.“ Dieser Satz fehlt in manchen Textaufzeichnungen der Sportpalastrede, laut Royal Library, Japan und Arbeitskreis Zukunft braucht Erinnerung während er auf den Tonaufzeichnungen vorhanden ist.
Im Weiteren stellte er den Anwesenden – quasi als Stellvertretern des Volkes – zehn rhetorische Fragen zum Vorhandensein der Kampfesbereitschaft, die vom Publikum erwartungsgemäß jeweils mit einem lauten „Ja“ beantwortet wurden. Die Fragen begannen zum Teil mit angeblichen Behauptungen der Engländer oder der Formel „Ich frage euch“; in Kurzform hießen sie:
1. „Glaubt ihr mit dem Führer und mit uns an den endgültigen, totalen Sieg der deutschen Waffen? […] unter Aufnahme auch der schwersten persönlichen Belastungen […]“
2. „Die Engländer behaupten, das deutsche Volk sei des Kampfes müde. […] Seid ihr bereit […] diesen Kampf […] fortzusetzen, bis der Sieg in unseren Händen ist?“
3. „Die Engländer behaupten, das deutsche Volk hat keine Lust mehr, sich der überhand nehmenden Kriegsarbeit […] zu unterziehen. […] Seid ihr […] entschlossen […] das Letzte für den Sieg herzugeben?“
4. „Die Engländer behaupten, das deutsche Volk wehrt sich gegen die totalen Kriegsmaßnahmen der Regierung. Es will nicht den totalen Krieg, sagen die Engländer, sondern die Kapitulation. Ich frage euch: Wollt ihr den totalen Krieg? Wollt ihr ihn – wenn nötig – totaler und radikaler, als wir ihn uns heute überhaupt erst vorstellen können?“
5. „Die Engländer behaupten, das deutsche Volk hat sein Vertrauen zum Führer verloren. […] Vertraut ihr dem Führer? […]“
6. „Seid Ihr von nun an bereit, Eure ganze Kraft einzusetzen […], die Menschen und Waffen zur Verfügung zu stellen […], um den Bolschewismus zu besiegen?“
7. „Gelobt ihr mit heiligem Eid der Front, dass die Heimat mit starker, unerschütterlicher Moral hinter der Front steht und ihr alles geben wird, was sie zum Siege nötig hat?“
8. „Wollt ihr, […] dass die Frau […] überall da, wo es nur möglich ist, einspringt, um Männer für die Front frei zu machen?“
9. „Billigt ihr […] die radikalsten Maßnahmen gegen einen kleinen Kreis von Drückebergern und Schiebern […]? Seid ihr damit einverstanden, dass, wer sich am Kriege vergeht, den Kopf verliert?“
10. „Wollt ihr, dass […] gerade im Kriege gleiche Rechte und gleiche Pflichten vorherrschen […]?“

Besonders das frenetisch zustimmende Geschrei als Antwort auf die Frage nach dem totalen Krieg ist als prägendes Bild in die Geschichte eingegangen.

### Schluss der Rede
Die Sportpalastrede endete:

„Der Führer hat befohlen, wir werden ihm folgen. Wenn wir je treu und unverbrüchlich an den Sieg geglaubt haben, dann in dieser Stunde der nationalen Besinnung und der inneren Aufrichtung. Wir sehen ihn greifbar nahe vor uns liegen; wir müssen nur zufassen. Wir müssen nur die Entschlusskraft aufbringen, alles seinem Dienst unterzuordnen. Das ist das Gebot der Stunde. Und darum lautet von jetzt ab die Parole: Nun, Volk, steh auf, und Sturm, brich los!“

Dieser letzte Satz der Rede war die leicht geänderte erste Zeile des Gedichts Männer und Buben, mit dem Theodor Körner 1813 zum Befreiungskrieg gegen Napoleon aufgerufen hatte. Goebbels hatte sie schon 1932 in einer Wahlkampfrede benutzt, um den Aufbruch in das „Dritte Reich“ zu kennzeichnen.
Am Tag der Sportpalastrede legten Hans und Sophie Scholl in der Ludwig-Maximilians-Universität München das sechste Flugblatt der Weißen Rose aus, das ebenfalls mit einem Körner-Zitat aus einem patriotischen Lied der Befreiungskriege endete: „Frisch auf mein Volk, die Flammenzeichen rauchen“.
Im Anschluss an Goebbels’ Rede wurde die erste Strophe des Deutschlandlieds gesungen.

## Rhetorik
Die Rede war durchsetzt mit rhetorischen Figuren, durch die versucht wurde, den Zuhörer zu überzeugen, ihn emotional anzusprechen und zu manipulieren.
Goebbels benutzte viele Hochwertwörter beziehungsweise negative Hochwertwörter, wie beispielsweise „Führer“, „Sieg“, „Volk“, „Heimat“ respektive „Feind“ oder „Weltpest“. Er verwendete darüber hinaus gehäuft religiöse Begriffe, wie es bei einer NS-Propagandarede nicht unüblich war. Es wurden Begriffe aus dem Wortfeld der Religion eingeflochten, wenn beispielsweise von „Gelobt ihr mit heiligem Eid der Front“ oder „Glauben an den Sieg“ die Rede ist, um einerseits den Nationalsozialismus als Religionsersatz zu etablieren und andererseits den Führer als Gott darzustellen oder ihn mit Gott zu vergleichen. Es ging zudem um den „Glauben an den Führer“ und um das gläubige „Vertrauen an den Führer“.
Besonders geschickt war, die jubelnden Massen im Sportpalast als Repräsentation des gesamten Volkes darzustellen, so dass den Radiozuhörern suggeriert wurde, dass es sich wirklich um einen repräsentativen Teil der Nation handelte und sie zusammenarbeiten könnten. In Wirklichkeit waren die meisten anwesenden Menschen – wie oben beschrieben – geladene Gäste, denn die Rede wurde im Rahmen einer Parteiversammlung gehalten.
Goebbels’ Rede entspricht ganz den Vorstellungen Hitlers über das Wesen der Propaganda, das er in seinem Buch Mein Kampf beschreibt. Der Propagandaminister richtet das geistige Niveau seiner Rede nach der Aufnahmefähigkeit des Beschränktesten, das in diesem Falle also eher niedrig liegt, da er sich an das ganze Volk richtet. Zusätzlich wiederholt er die wichtigsten Punkte immer wieder, so dass das Vermittelte allen im Gedächtnis bleibt.
Goebbels hat seine Rede wohl bedacht und gut strukturiert aufgebaut. Sie stellt vom Beginn, der Beschreibung der aktuellen Lage, bis zum Ende, dem Handlungsappell an das Volk, rhetorisch eine Steigerung dar.
Zum Einstieg lobt er das deutsche Volk und wertet es auf. Er beschreibt beispielsweise das „erzogene, geschulte und disziplinierte Volk […] [welches] weiß, wie schwierig es um die Lage des Reiches bestellt ist“. Durch die verwendete Klimax und die Personifikation versucht er das Volk als eine Einheit darzustellen und Vertrauen in den Führer und die Regierung zu schaffen. Im Folgenden geht er auf die Bedrohung durch die Sowjetunion ein, wobei er durch In-Exklusion versucht, auf der einen Seite ein einheitliches Europa, auf der anderen Seite das bedrohliche Russland in Gegensatz zu stellen, da die Alliierten die Rede über den Rundfunk mitverfolgten.
Goebbels zählt die anwesenden geladenen Gäste auf, ohne auch nur einen Beruf, Stand oder Altersklasse auszulassen, und präsentiert sie als „Ausschnitt des deutschen Volkes“. Somit versucht er ein Gemeinschaftsgefühl zu erzeugen. Die Deutschen sollen sich mit diesen Menschen identifizieren und sich selbst an der Versammlung teilnehmen sehen.

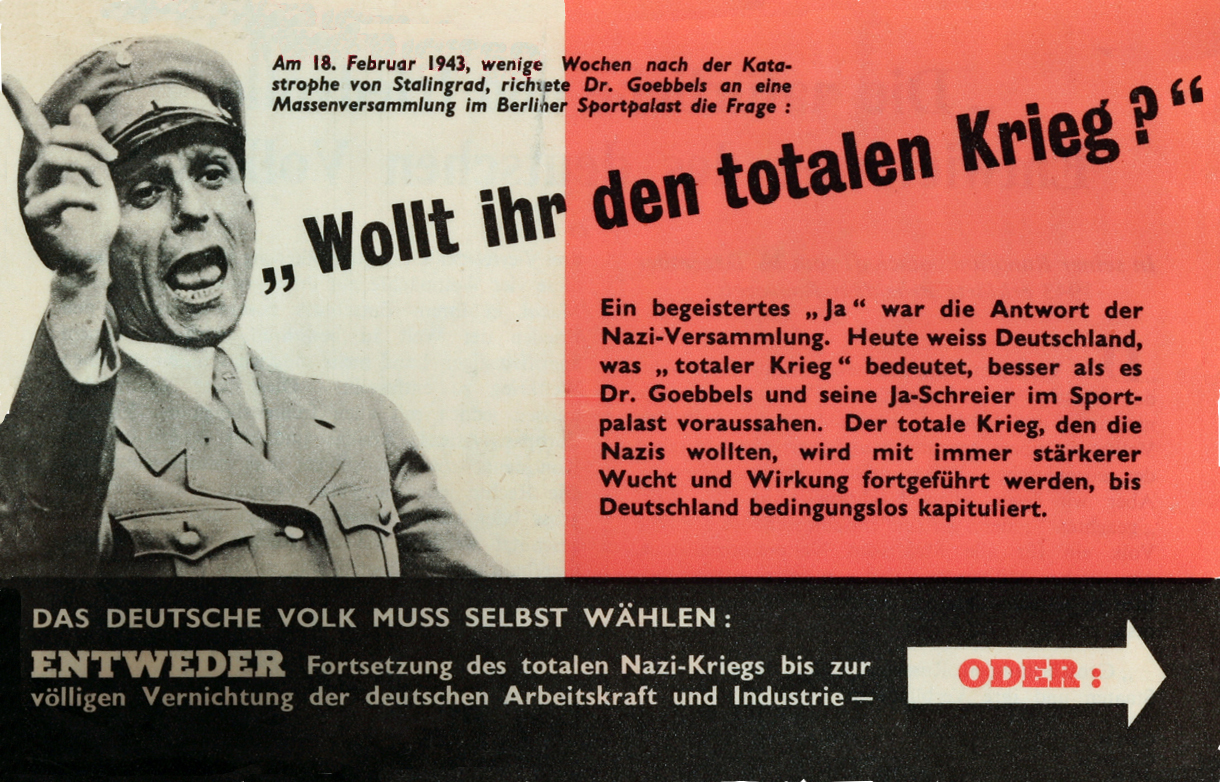
Gegenpropaganda, Flugblatt, United States Army Air Forces, im Zweiten Weltkrieg über Deutschland abgeworfen

Nach dieser Feststellung stellt er den Anwesenden zehn Fragen, um den Engländern und auch der ganzen Bevölkerung zu beweisen, dass das deutsche Volk bereit ist, alles zu geben, um den Krieg zu gewinnen. Dabei handelt es sich um rhetorische Fragen, da es bereits klar ist, dass die Antwort „ja“ lauten wird. Dabei sind diese 10 Fragen zum Schein parallelistisch aufgebaut: Die ersten sowie die letzten fünf Fragen sind strukturell parallel, zueinander verglichen sind diese beiden Teile allerdings von chiastischer Natur. Während der vierten Frage beschuldigt er die Engländer, zu behaupten, das deutsche Volk wünsche sich die Kapitulation. Alle Fragen wiederholen sich inhaltlich und beinhalten eine Reihe rhetorischer Mittel. Goebbels verwendet Superlative wie „schwerster“ oder „totaler und radikaler“ zur Emotionalisierung und Unterstützung seines Standpunktes. Des Weiteren verwendet er eine Klimax („zehn, zwölf und […] vierzehn und sechzehn Stunden“), um die Bereitschaft, dem Führer zu dienen, zu untermauern. Genauso bestärkt er das Vertrauen zum Führer, das er als „größer, gläubiger und unerschütterlicher denn je“ bezeichnet. Die sechste bis zehnte Frage beginnt er immer mit den Worten „Ich frage euch als …“, um eine Fokussierung von den Behauptungen der Engländer auf seine eigene Meinung und damit eine Steigerung der Wichtigkeit der Fragen zu erreichen. Diese zehn Fragen, die Wiederholungen, die Klimax und die Bejahung durch die geladenen Gäste sind seine stärksten Mittel, um seine Zuhörer emotional zu beeinflussen und zu manipulieren.
Mit seinen abschließenden Worten weckt er unter anderem durch eine Personifikation des Sieges im Volk Mut und die Hoffnung, der Krieg sei noch zu gewinnen, und fordert es schließlich durch den Appell „Nun, Volk, steh auf und Sturm brich los!“ zum Handeln auf.

## Rezeption und Wirkung

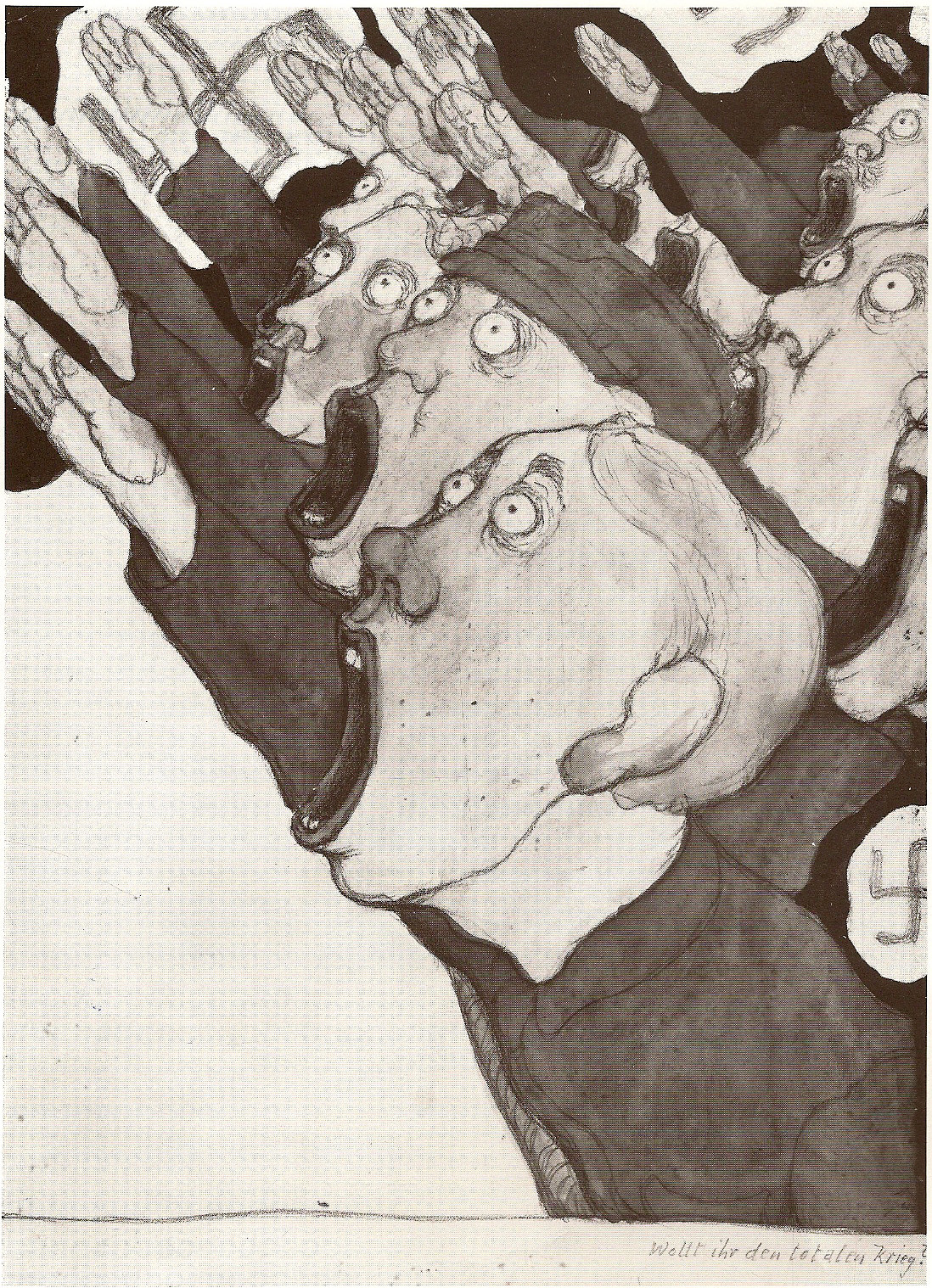
Herbert Marxen, ein Flensburger Karikaturist aus den letzten Jahren der Weimarer Republik und Zeitzeuge, fertigte 1945 zum Thema des Ausrufs zum „totalen Krieg“ eine Karikatur an

Die über Rundfunk und Kino-Wochenschau verbreitete Rede suggerierte eine geschlossene, zum äußersten Krieg bereite „Volksgemeinschaft“. Ein bei der Rede anwesender regierungskritischer Redakteur gestand nachher, dass er trotz seiner inneren Distanz so mitgerissen war, dass er auch aufsprang und beinahe mitgeschrien hätte.
Hitler soll die Rede laut Goebbels als ein „psychologisches und propagandistisches Meisterwerk“ bezeichnet haben. Er war allerdings nicht bereit, wie von Goebbels gewünscht ihn an der Kriegswirtschaftsplanung zu beteiligen, noch wurde diese in den folgenden Monaten signifikant entschlossener betrieben. Auch die Wirkung der Rede auf die ohnehin eher kriegsmüden normalen Deutschen dürfte gering gewesen sein.
Der oft das politische Zeitgeschehen kommentierende Wiener Baptistenpastor Arnold Köster sagte in einer Predigt am 7. Februar 1943, dass der politische Führer und andere „Männer unseres Volkes“ zwar „Propaganda-Reden“ halten könnten, nicht aber in der Lage seien, im Gebet vor Gott für das Volk einzutreten. Nach der Sportpalastrede ging er sogar so weit, Nationalsozialisten als verblendet zu bezeichnen.
Juden fühlten sich durch den in Zeitungen verbreiteten Text dieser Sportpalastrede zusätzlich bedroht – so äußerte sich Victor Klemperer in seinen Tagebüchern.